# Clemens Thieme
Clemens Thieme (Großdittmannsdorf, 7 september 1631 - Zeitz, 27 maart 1668) was een Duitse barokcomponist en kapelmeester. Hij werkte in de steden Dresden en Zeitz.

## Levensloop
Thieme volgde zijn eerste muziekopleiding bij Philipp Stolle in Dresden. In 1642 ging de elfjarige Thieme met componist Heinrich Schütz mee naar het Deense hof in Kopenhagen, waar Thieme een plek kreeg als koorknaap. Hij kreeg in 1646 echter last van stembreuk en keerde toen weer terug naar Dresden.
De keurvorst van Dresden betaalde zijn verdere muziekopleiding. In 1651 kreeg Thieme hier ook een aanstelling in de hofkapel en kreeg hij les in compositieleer van kapelmeester Christoph Bernhard.

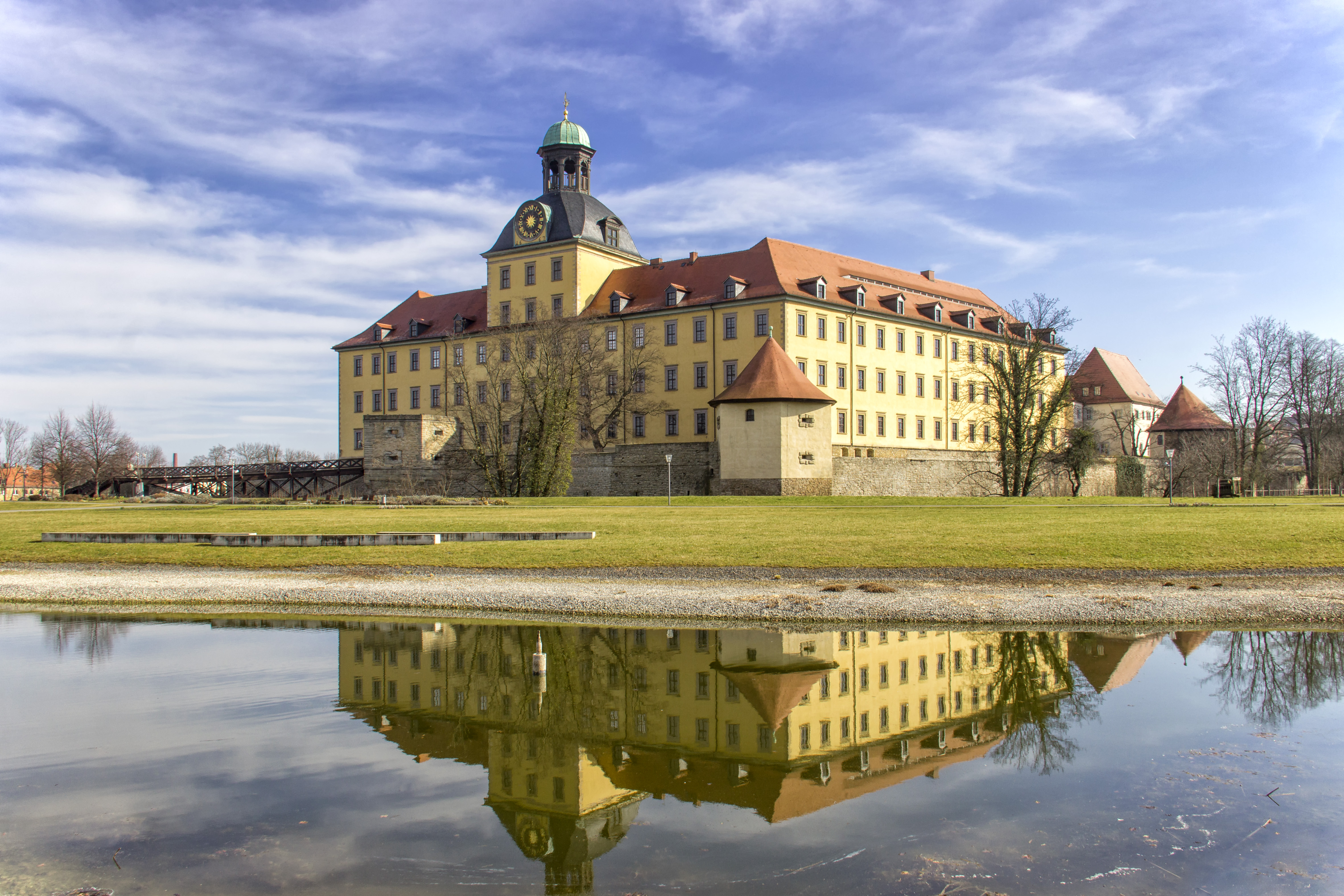
Het kasteel Moritzburg

In 1659 trouwde Thieme met Emilie Jockawort, de dochter van een apotheker. Het echtpaar kreeg zes kinderen, waarvan er drie de volwassen leeftijd bereikten.

### Zeitz
In 1663 werd Thieme concertmeester in Zeitz, opnieuw op voorspraak van Heinrich Schütz, die hier net in kasteel Moritzburg een nieuwe hofkapel had opgezet voor hertog Maurits van Saksen-Zeitz. Als hofkapelmeester werd Johann Jacob Löwe aangetrokken, eveneens op voorspraak van Schütz. Dit bleek echter geen gelukkige combinatie, want Löwe en Thieme lagen regelmatig met elkaar overhoop. De samenwerking verliep uiteindelijk dermate problematisch, dat Löwe in 1665 weer vertrok uit Zeitz. Thieme volgde hem vervolgens op als kapelmeester.
Thieme overleed op 37-jarige leeftijd in Zeitz.

## Werken
Thiemes composities waren populair in Saksen, maar zijn tijdens zijn leven nooit gepubliceerd. Ruim honderd van zijn composities zijn bij naam bekend, maar slechts achttien composities - alle in handschrift - zijn bewaard gebleven. Hieronder vallen vijf sonates, die nog duidelijk in het verlengde liggen van de canzona en dus als een vroeg voorbeeld van de sonatevorm beschouwd worden. Verder componeerde hij twaalf liturgische werken.